# HMAS Australia (1911)
HMAS Australia byl bitevní křižník britského královského námořnictva. Byl třetí a poslední postavenou jednotkou třída Indefatigable. Ve službě byl v letech 1913–1921. Stal se první vlajkovou lodí Australského královského námořnictva. Po washingtonské konferenci byl odstrojen a roku 1924 potopen.

## Stavba

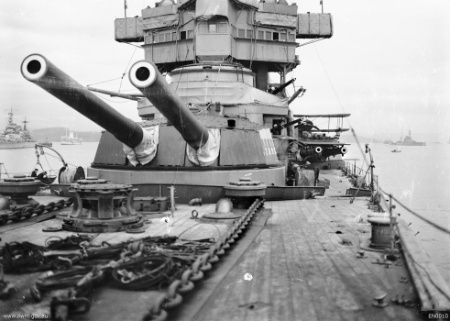
305mm kanóny

Křižník postavila britská loděnice John Brown & Co. v Clydebanku. Kýl byl založen 23. června 1910, trup byl na vodu spuštěn 25. října 1911 a hotové plavidlo bylo do služby přijato 25. června 1913.

## Konstrukce
Hlavní výzbroj představovalo osm 305mm kanónů ve dvoudělových věžích, které doplňovalo šestnáct 102mm kanónů, čtyři 47mm kanóny a tři 450mm torpédomety. Pohonný systém tvořilo 32 kotlů a čtyři parní turbíny Parsons, o výkonu 44 000 hp, pohánějící čtyři lodní šrouby. Nejvyšší rychlost dosahovala 25 uzlů. Dosah byl 6330 námořních mil při rychlosti 10 uzlů.

## Služba

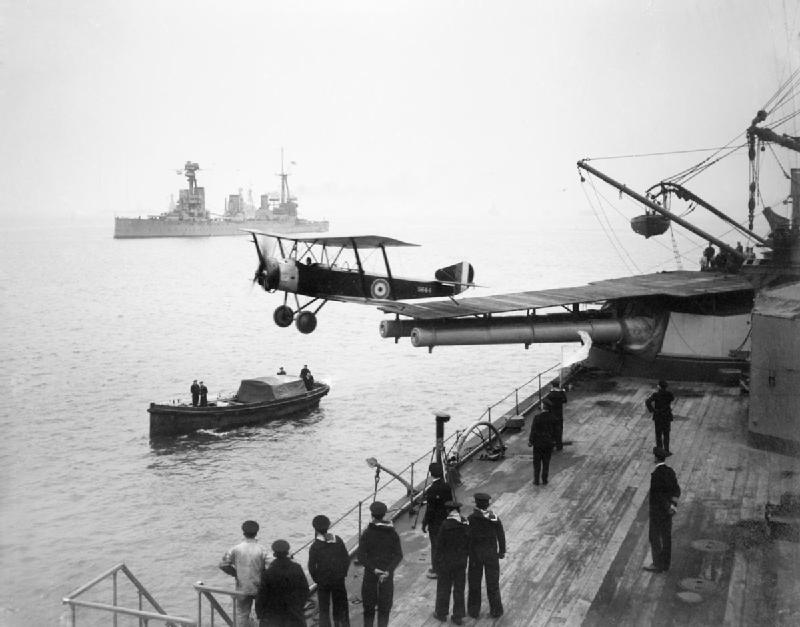
Sopwith 1½ Strutter startuje z plošiny na dělové věži křižníku Australia

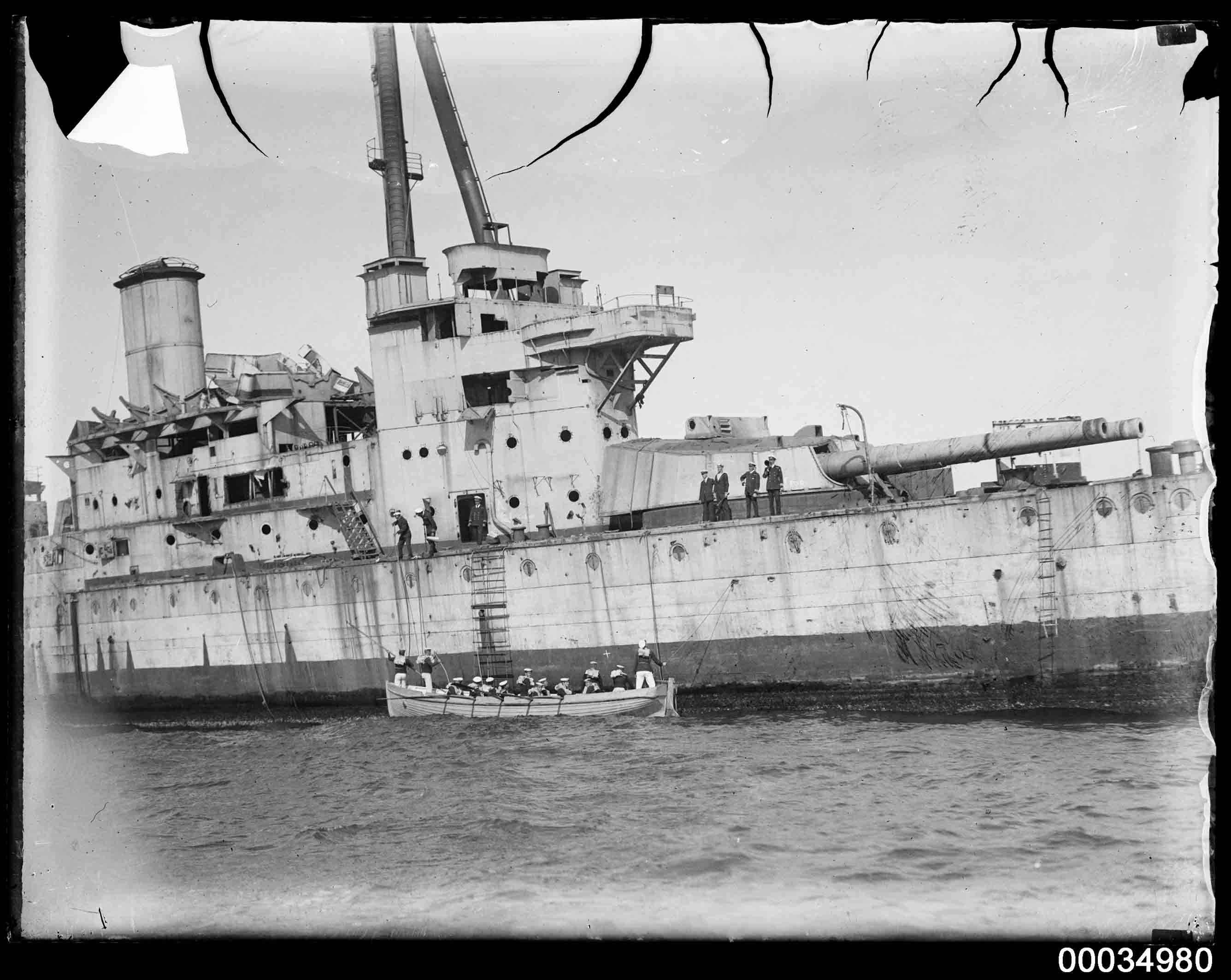
Odstrojený křižník nedlouho předtím, než byl potopen

Bitevní křižník Australia po svém dokončení odplul, v doprovodu lehkého křižníku HMAS Sydney, přes Jižní Afriku do Austrálie. Do Sydney křižníky připluly v doprovodu dalších australských válečných plavidel 4. října 1913. Bitevní křižník si získal velkou popularitu u australské veřejnosti a představoval symbol námořní moci zemí Commonwealthu. Během následujícího roku podnikl turné po australských přístavech (např. Port Lincoln, Hobart, Townsville a Melbourne).
Po vypuknutí první světové války se křižník Australia zapojil do pronásledování německé Východoasijské eskadry a obsazování německých kolonií v Pacifiku. Přitom zajal německou loď Sumatra. Na konci roku 1914 byl odeslán do Velké Británie, přičemž po cestě se mu podařilo zajmout německé zásobovací plavidlo Eleonora Woermann. Do Devonportu připlul 28. ledna 1915 a následně se stal vlajkovou lodí 2. eskadry bitevních křižníků (William Pakenham), kterou tvořily všechny tři jednotky třídy Indefatigable. Eskadra mimo jiné hlídkovala v Severním moři. Dne 22. dubna 1916 se křižník Australia v mlze srazil se svou sesterskou lodí HMS New Zealand. Kvůli opravám se následně nemohl účastnit bitvy u Jutska. Dne 12. listopadu 1917 se křižník pro změnu srazil s bitevním křižníkem HMS Repulse. Opravy tentokrát trvaly tři týdny.
Jeden důstojník a deset námořníků z křižníku Australia se v dubnu 1918 dobrovolně účastnilo nájezdu na Zeebrugge. V roce 1918 byl křižník rovněž využíván pro experimenty s letadly. Na dělové věži Q byla postavena plošina, ze které 8. března a znovu 14. května odstartoval průzkumný Sopwith 1½ Strutter. Na konci války se křižník účastnil kapitulace a internace německého Širokomořského loďstva.
Do Sydney se křižník Australia vrátil 15. června 1919 a stal se znovu australskou vlajkovou lodí. Jeho provoz byl však velmi nákladný. Krátce byl využíván s redukovanou posádkou jako cvičná loď a plovoucí baterie, aby byl roku 1921 převeden do rezervy. Na základě washingtonské dohody z roku 1922 o omezení námořního zbrojení bylo rozhodnuto plavidlo vyřadit. Odstrojený křižník byl 12. dubna 1924 potopen poblíž Sydney.

## Výskyt v kultuře
Bitevní křižník Australia hrál hlavní roli v němém filmu Sea Dogs of Australia z roku 1914.